# Beaucaire (Gers)
Pour les articles homonymes, voir Beaucaire.
Beaucaire (Bèucaire en gascon) est une commune française située dans le nord du département du Gers, en région Occitanie. Sur le plan historique et culturel, la commune est dans le Condomois, une ancienne circonscription de la province de Gascogne ayant titre de comté.
Exposée à un climat océanique altéré, elle est drainée par la Baïse, le ruisseau de Manipau, la Bèze et par divers autres petits cours d'eau. La commune possède un patrimoine naturel remarquable composé d'une zone naturelle d'intérêt écologique, faunistique et floristique.
Beaucaire est une commune rurale qui compte 246 habitants en 2022, après avoir connu un pic de population de 742 habitants en 1846.  Elle fait partie de l'aire d'attraction de Condom. Ses habitants sont appelés les Beaucairiens ou  Beaucairiennes.

## Géographie

### Localisation
Beaucaire est une commune rurale de 280 habitants, située sur les bords de la Baïse, au cœur de la Gascogne.
Le centre du village est situé dans une plaine agricole, alors que son hameau de Pardailhan se situe sur les hauteurs en surplombant les vallées de la Bèze et de la Baïse.
Beaucaire est située en Ténarèze, zone de production d'Armagnac.

### Communes limitrophes
Les communes limitrophes sont Ayguetinte, Bezolles, Castéra-Verduzan, Lagardère, Rozès et Valence-sur-Baïse.
|           | Valence-sur-Baïse |                  |
| Lagardère | Beaucaire         | Ayguetinte       |
| Bezolles  | Rozès             | Castéra-Verduzan |

### Géologie et relief
Beaucaire se situe en zone de sismicité 1 (sismicité très faible).

### Hydrographie

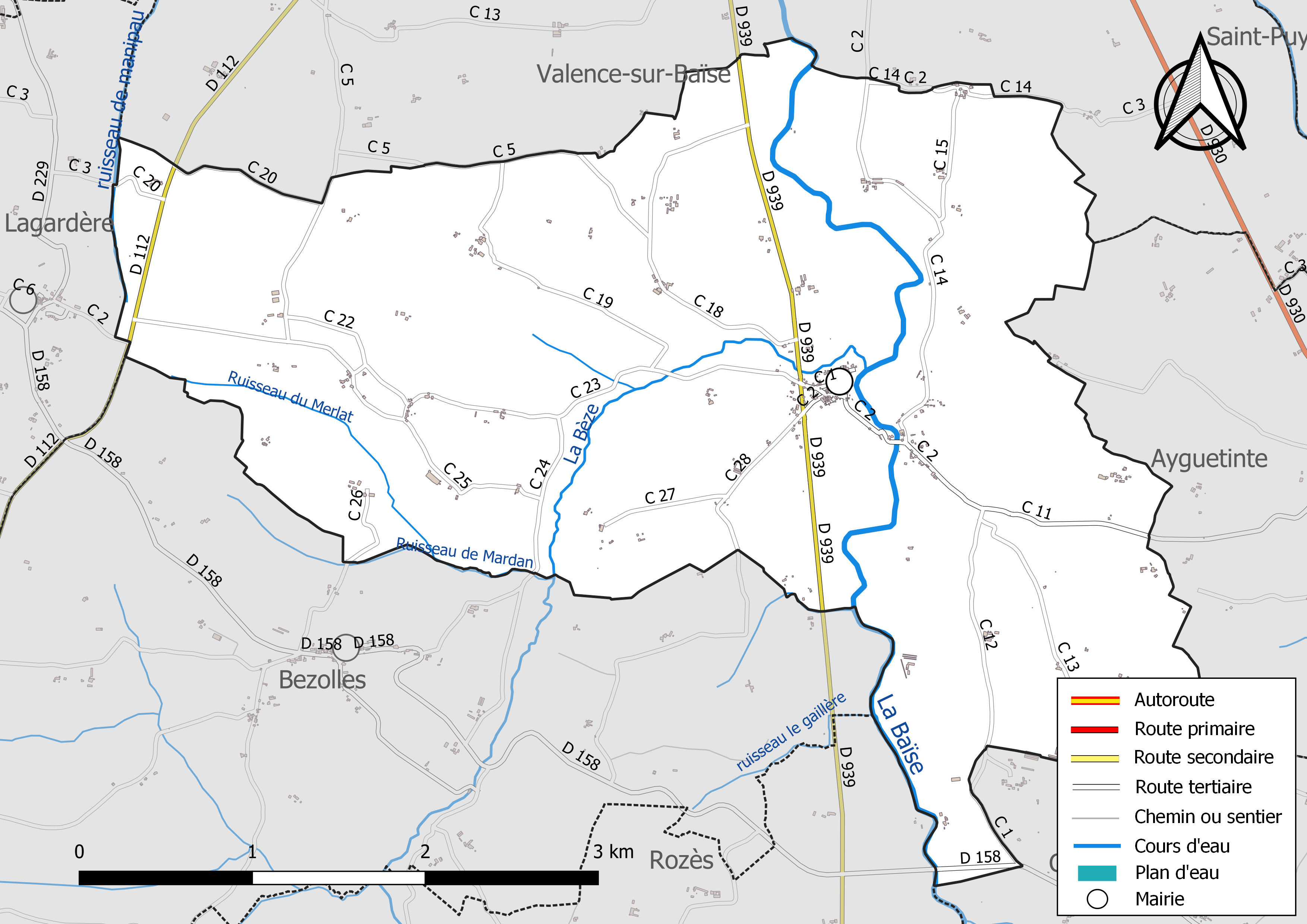
Réseaux hydrographique et routier de Beaucaire.

La commune est dans le bassin de la Garonne, au sein du bassin hydrographique Adour-Garonne. Elle est drainée par la Baïse, le ruisseau de Manipau, la Bèze, le ruisseau de Mardan, le ruisseau du Merlat, le ruisseau le gaillère et par deux petits cours d'eau, qui constituent un réseau hydrographique de 12 km de longueur totale,.
La Baïse, d'une longueur totale de 187,6 km, prend sa source dans la commune de Capvern et s'écoule vers le nord. Elle traverse la commune et se jette dans la Garonne à Saint-Léger, après avoir traversé 52 communes.
Le ruisseau de Manipau, d'une longueur totale de 10,2 km, prend sa source dans la commune et s'écoule vers le nord. Il traverse la commune et se jette dans l'Osse à Mouchan, après avoir traversé 6 communes.

### Climat
Pour des articles plus généraux, voir Climat de l'Occitanie et Climat du Gers.
En 2010, le climat de la commune est de type climat du Bassin du Sud-Ouest, selon une étude s'appuyant sur une série de données couvrant la période 1971-2000. En 2020, Météo-France publie une typologie des climats de la France métropolitaine dans laquelle la commune est exposée à un climat océanique altéré et est dans la région climatique Aquitaine, Gascogne, caractérisée par une pluviométrie abondante au printemps, modérée en automne, un faible ensoleillement au printemps, un été chaud (19,5 °C), des vents faibles, des brouillards fréquents en automne et en hiver et des orages fréquents en été (15 à 20 jours).
Pour la période 1971-2000, la température annuelle moyenne est de 13 °C, avec une amplitude thermique annuelle de 15,7 °C. Le cumul annuel moyen de précipitations est de 788 mm, avec 10,2 jours de précipitations en janvier et 6,6 jours en juillet. Pour la période 1991-2020, la température moyenne annuelle observée sur la station météorologique installée sur la commune est de 13,8 °C et le cumul annuel moyen de précipitations est de 775,9 mm,. Pour l'avenir, les paramètres climatiques de la commune estimés pour 2050 selon différents scénarios d'émission de gaz à effet de serre sont consultables sur un site dédié publié par Météo-France en novembre 2022.
| Mois                                  | jan.             | fév.            | mars           | avril         | mai           | juin        | jui.           | août           | sep.         | oct.          | nov.             | déc.            | année      |
| ------------------------------------- | ---------------- | --------------- | -------------- | ------------- | ------------- | ----------- | -------------- | -------------- | ------------ | ------------- | ---------------- | --------------- | ---------- |
| Température minimale moyenne (°C)     | 2,3              | 2,2             | 4,5            | 6,8           | 10,5          | 13,8        | 15,6           | 15,6           | 12,4         | 9,8           | 5,5              | 3               | 8,5        |
| Température moyenne (°C)              | 6,1              | 6,9             | 10             | 12,5          | 16,2          | 19,8        | 21,9           | 22,1           | 18,8         | 14,9          | 9,6              | 6,7             | 13,8       |
| Température maximale moyenne (°C)     | 9,9              | 11,7            | 15,5           | 18,2          | 22            | 25,8        | 28,2           | 28,6           | 25,1         | 20,1          | 13,6             | 10,3            | 19,1       |
| Record de froid (°C) date du record   | −18,6 16.01.1985 | −13,5 09.02.12  | −10,5 01.03.05 | −4 04.04.1996 | 0 06.05.19    | 2 01.06.06  | 6,9 08.07.1978 | 4,9 30.08.1986 | 2 21.09.1977 | −4,5 25.10.03 | −10,1 23.11.1988 | −12 25.12.01    | −18,6 1985 |
| Record de chaleur (°C) date du record | 20 02.01.03      | 24,3 24.02.1990 | 27,5 20.03.05  | 30,5 30.04.05 | 35,5 30.05.01 | 42 27.06.19 | 41 17.07.22    | 42,1 24.08.23  | 37 12.09.16  | 33,5 04.10.04 | 27,5 08.11.1985  | 22,1 17.12.1987 | 42,1 2023  |
| Précipitations (mm)                   | 72,5             | 53,4            | 56,1           | 76,8          | 79,1          | 65          | 50,3           | 51,9           | 57,7         | 63,5          | 79               | 70,6            | 775,9      |

### Milieux naturels et biodiversité

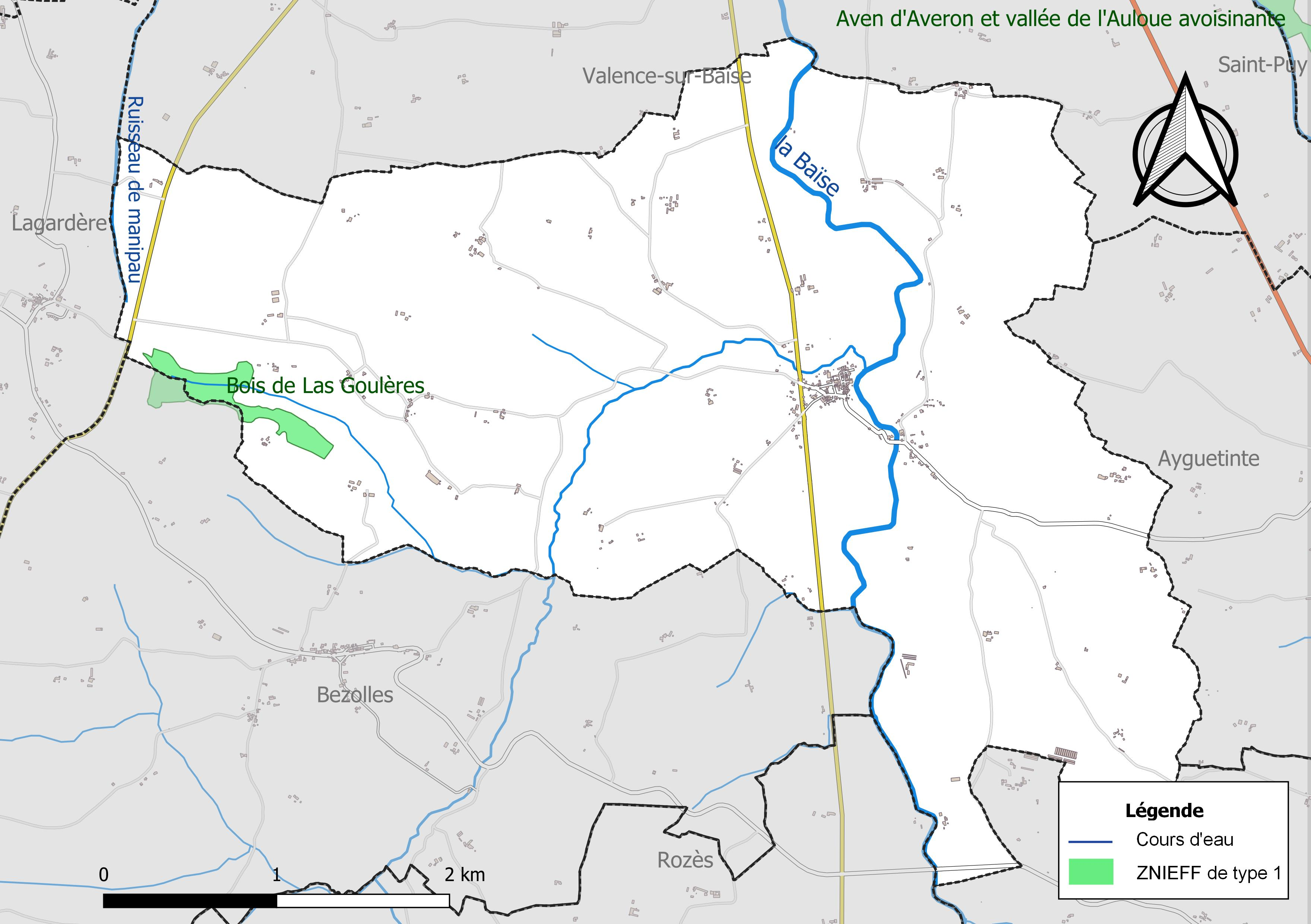
Carte de la ZNIEFF de type 1 localisée sur la commune.

L’inventaire des zones naturelles d'intérêt écologique, faunistique et floristique (ZNIEFF) a pour objectif de réaliser une couverture des zones les plus intéressantes sur le plan écologique, essentiellement dans la perspective d’améliorer la connaissance du patrimoine naturel national et de fournir aux différents décideurs un outil d’aide à la prise en compte de l’environnement dans l’aménagement du territoire.
Une ZNIEFF de type 1 est recensée sur la commune :
le « bois de Las Goulères » (18 ha), couvrant 2 communes du département.

## Urbanisme

### Typologie
Au 1er janvier 2024, Beaucaire est catégorisée commune rurale à habitat très dispersé, selon la nouvelle grille communale de densité à sept niveaux définie par l'Insee en 2022.
Elle est située hors unité urbaine. Par ailleurs la commune fait partie de l'aire d'attraction de Condom, dont elle est une commune de la couronne,. Cette aire, qui regroupe 23 communes, est catégorisée dans les aires de moins de 50 000 habitants,.

### Occupation des sols
L'occupation des sols de la commune, telle qu'elle ressort de la base de données européenne d’occupation biophysique des sols Corine Land Cover (CLC), est marquée par l'importance des territoires agricoles (100 % en 2018), une proportion identique à celle de 1990 (100 %). La répartition détaillée en 2018 est la suivante : 
terres arables (70,7 %), zones agricoles hétérogènes (29 %), cultures permanentes (0,2 %). L'évolution de l’occupation des sols de la commune et de ses infrastructures peut être observée sur les différentes représentations cartographiques du territoire : la carte de Cassini (XVIIIe siècle), la carte d'état-major (1820-1866) et les cartes ou photos aériennes de l'IGN pour la période actuelle (1950 à aujourd'hui).

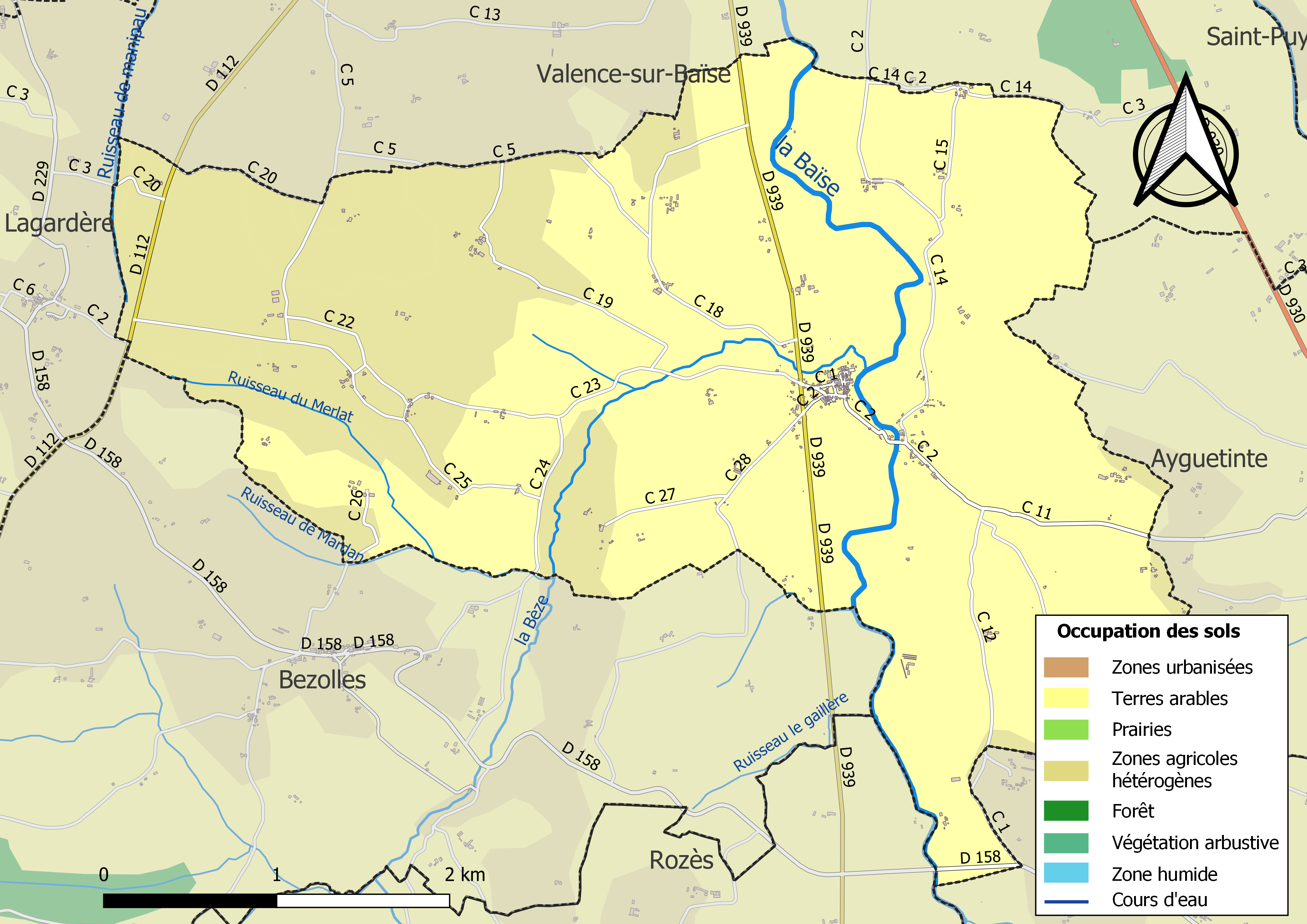
Carte des infrastructures et de l'occupation des sols de la commune en 2018 (CLC).

### Risques majeurs
Le territoire de la commune de Beaucaire est vulnérable à différents aléas naturels : météorologiques (tempête, orage, neige, grand froid, canicule ou sécheresse), inondations et séisme (sismicité très faible). Un site publié par le BRGM permet d'évaluer simplement et rapidement les risques d'un bien localisé soit par son adresse soit par le numéro de sa parcelle.
Certaines parties du territoire communal sont susceptibles d’être affectées par le risque d’inondation par débordement de cours d'eau, notamment la Baïse et le ruisseau de Manipau. La cartographie des zones inondables en ex-Midi-Pyrénées réalisée dans le cadre du XIe Contrat de plan État-région, visant à informer les citoyens et les décideurs sur le risque d’inondation, est accessible sur le site de la DREAL Occitanie. La commune a été reconnue en état de catastrophe naturelle au titre des dommages causés par les inondations et coulées de boue survenues en 1999, 2009 et 2020,.

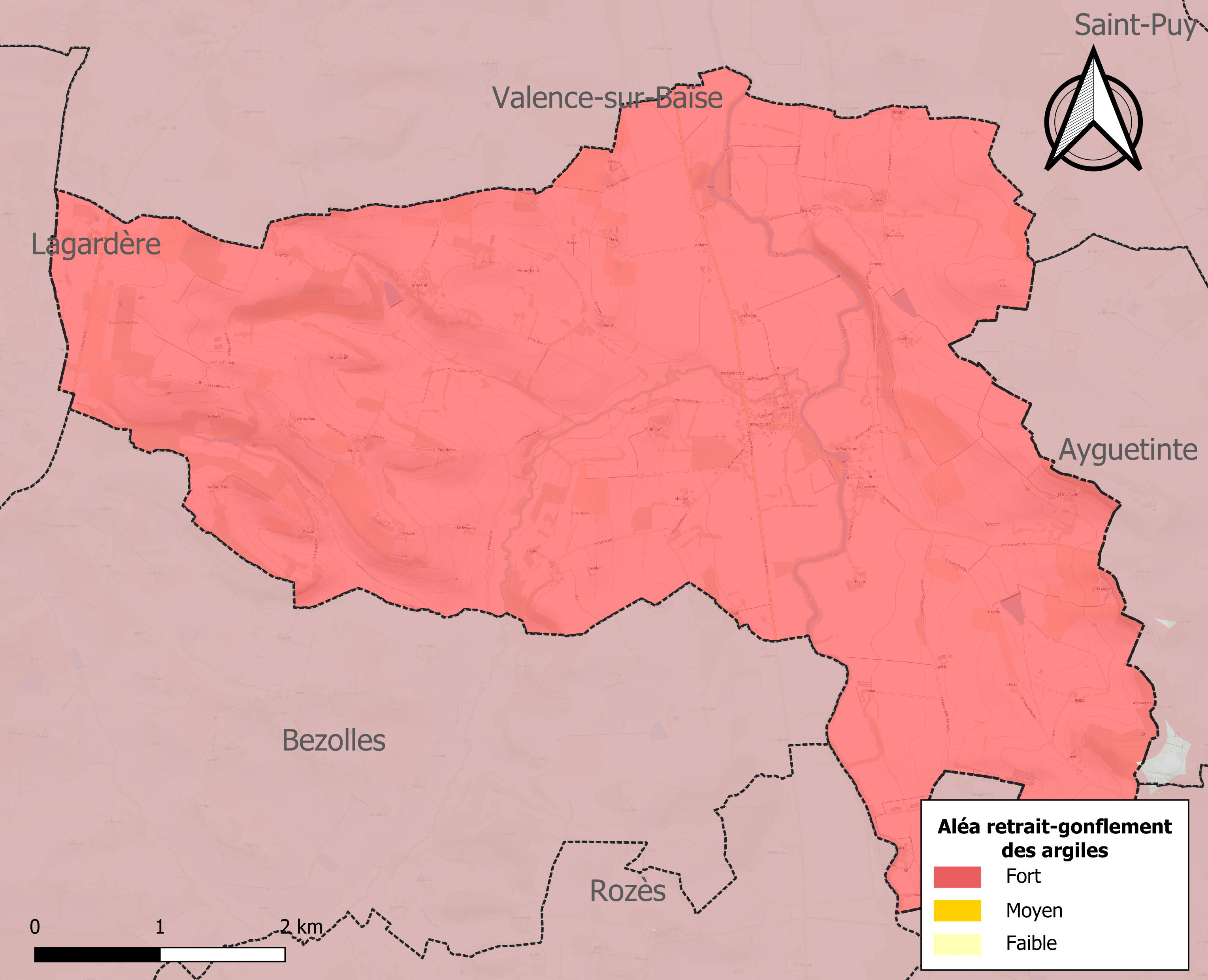
Carte des zones d'aléa retrait-gonflement des sols argileux de Beaucaire.

Le retrait-gonflement des sols argileux est susceptible d'engendrer des dommages importants aux bâtiments en cas d’alternance de périodes de sécheresse et de pluie. La totalité de la commune est en aléa moyen ou fort (94,5 % au niveau départemental et 48,5 % au niveau national). Sur les 182 bâtiments dénombrés sur la commune en 2019, 182 sont en aléa moyen ou fort, soit 100 %, à comparer aux 93 % au niveau départemental et 54 % au niveau national. Une cartographie de l'exposition du territoire national au retrait gonflement des sols argileux est disponible sur le site du BRGM,.
Par ailleurs, afin de mieux appréhender le risque d’affaissement de terrain, l'inventaire national des cavités souterraines permet de localiser celles situées sur la commune.
Concernant les mouvements de terrains, la commune a été reconnue en état de catastrophe naturelle au titre des dommages causés par la sécheresse en 1989 et 2003 et par des mouvements de terrain en 1999.

## Toponymie
Beaucaire signifie « beau caillou » ou « beau rocher » en gascon. En effet, le village est construit sur un rocher qui surplombe la rivière Baïse.

## Histoire
,Antiquité et Moyen-Âge
La commune a été d'abord le siège d'une villa gallo-romaine dont on a retrouvé quelques vestiges  en 1965, à l'occasion d'une fouille de sauvetage avant travaux par la Société d'aménagement des coteaux de Gascogne. 
"Au lieu-dit La Turraque, dans les parcelles 29 et 30 de la section C du plan cadastral, les travaux de la Société d'Aménagement des Coteaux de Gascogne ont amené la découverte et la fouille, en 1965, d'une villa gallo-romaine du Bas-Empire, qui, comme beaucoup de ses semblables, servit de cimetière à l'époque barbare. En une première campagne de sauvetage, Mlle Mary Larrieu, attachée de recherches au C.N.R.S., a pu reconnaître l'ordonnance générale de la nécropole." D'après Melle Larrrieu, une salle en hémicycle de 5 mètres de diamètre, dont le sol était recouvert d'une mosaïque polychrome du IVe s., avec triple torsade dans la bordure et rosaces dans la partie centrale, aurait été le premier témoin reconnu de la villa qui a précédé la nécropole. (FER note 1: Gallia 1966).
Au cours des fouilles des années suivantes, une mosaïque polychrome du IVe s., à décor d'imbrications, qui revêtait entièrement une galerie large de 2,80 m et longue de plus de 11 m, a été déposée et restaurée au musée de Lectoure. Sur les sols et les niveaux antiques de la villa reposaient les sarcophages monolithes de calcaire ou de grès dont plus de cent ont été actuellement dégagés dans la zone B. (...)
Sur ces sarcophages a été construit un édifice, sans doute une chapelle, dont il reste peu de choses et, au même niveau, apparaissent des tombes bâties de moellons avec logette pour la tête du mort, nécessairement postérieures aux sarcophages. La nécropole remonte peut-être au IVe s. Utilisée à l'époque barbare et pendant tout le haut Moyen Age, elle a continué de servir au moins jusqu'aux XIe et Xème s., comme en témoigne la découverte dans les terres enveloppant les tombes d'une obole de Béarn au nom du comte Centulle. L'habitat médiéval correspondant devait être sur la même rive de la Baïse, à 300 m au sud, le site fortifié de La Turraque. (fer note 2: Gallia 1968)
Période Contemporaine
Beaucaire est un village qui possède une charmante place conviviale ombragée qui fait face à une église néogothique. Dans cette église, sont exposés deux des 121 sarcophages trouvés non loin de là, lors de fouilles d'une nécropole mérovingienne.
Du temps où la navigation était possible jusqu'à Beaucaire, cet ancien port sur la Baïse possédait un café de la marine. Cependant, vous pouvez encore découvrir le riche patrimoine naturel et culturel de la rivière Baïse en pratiquant le canoë kayak. Le port de Beaucaire accueille en effet une section canoë du foyer rural du village qui offre aux visiteurs la location et le guidage sur la rivière. L'ancien chemin de halage se dévoile de temps à autre, par un chemin empierré d'où les mariniers et chevaux halaient les gabarres.

## Politique et administration

### Liste des maires
| Période                                  | Période  | Identité                | Étiquette | Qualité   |
| ---------------------------------------- | -------- | ----------------------- | --------- | --------- |
| Les données manquantes sont à compléter. |          |                         |           |           |
| mars 2001                                | 2008     | Marie-Thérèse Castadère | DVG       |           |
| mars 2008                                | En cours | Raymonde Barthe         | DVD       | Retraitée |

## Population et société

### Démographie
| 1793 | 1800 | 1806 | 1821 | 1831 | 1841 | 1846 | 1851 | 1856 |
| ---- | ---- | ---- | ---- | ---- | ---- | ---- | ---- | ---- |
| 470  | 366  | 430  | 462  | 489  | 740  | 742  | 628  | 650  |

| 1861 | 1866 | 1872 | 1876 | 1881 | 1886 | 1891 | 1896 | 1901 |
| ---- | ---- | ---- | ---- | ---- | ---- | ---- | ---- | ---- |
| 658  | 660  | 644  | 589  | 626  | 609  | 570  | 512  | 487  |

| 1906 | 1911 | 1921 | 1926 | 1931 | 1936 | 1946 | 1954 | 1962 |
| ---- | ---- | ---- | ---- | ---- | ---- | ---- | ---- | ---- |
| 487  | 486  | 474  | 454  | 412  | 398  | 420  | 391  | 387  |

| 1968 | 1975 | 1982 | 1990 | 1999 | 2006 | 2008 | 2013 | 2018 |
| ---- | ---- | ---- | ---- | ---- | ---- | ---- | ---- | ---- |
| 345  | 312  | 297  | 305  | 277  | 286  | 289  | 276  | 246  |

| 2022 | - | - | - | - | - | - | - | - |
| ---- | - | - | - | - | - | - | - | - |
| 246  | - | - | - | - | - | - | - | - |

### Manifestations culturelles et festivités
- Fête communale : 3e week-end  de juillet[28].
- Fête du hameau de Pardailhan: le dernier week-end d’août.

Le comité des fêtes existe depuis 1983.

## Économie

### Revenus
En 2018  (données Insee publiées en septembre 2021), la commune compte 121 ménages fiscaux, regroupant 251 personnes. La médiane du revenu disponible par unité de consommation est de 19 940 € (20 820 € dans le département).

### Emploi
|                | 2008  | 2013  | 2018  |
| -------------- | ----- | ----- | ----- |
| Commune        | 3,5 % | 8,8 % | 8,7 % |
| Département    | 6,1 % | 7,5 % | 8,2 % |
| France entière | 8,3 % | 10 %  | 10 %  |

En 2018, la population âgée de 15 à 64 ans s'élève à 150 personnes, parmi lesquelles on compte 78,7 % d'actifs (70 % ayant un emploi et 8,7 % de chômeurs) et 21,3 % d'inactifs,. En  2018, le taux de chômage communal (au sens du recensement) des 15-64 ans est supérieur à celui du département, mais inférieur à celui de la France, alors qu'il était inférieur à celui du département et de la France en 2008.
La commune fait partie de la couronne de l'aire d'attraction de Condom, du fait qu'au moins 15 % des actifs travaillent dans le pôle,. Elle compte 46 emplois en 2018, contre 56 en 2013 et 55 en 2008. Le nombre d'actifs ayant un emploi résidant dans la commune est de 108, soit un indicateur de concentration d'emploi de 42,6 % et un taux d'activité parmi les 15 ans ou plus de 54,8 %.
Sur ces 108 actifs de 15 ans ou plus ayant un emploi, 30 travaillent dans la commune, soit 28 % des habitants. Pour se rendre au travail, 86,1 % des habitants utilisent un véhicule personnel ou de fonction à quatre roues, 0,9 % les transports en commun, 4,7 % s'y rendent en deux-roues, à vélo ou à pied et 8,3 % n'ont pas besoin de transport (travail au domicile).

### Activités hors agriculture
23 établissements sont implantés  à Beaucaire au 31 décembre 2019. Le tableau ci-dessous en détaille le nombre par secteur d'activité et compare les ratios avec ceux du département,.
Le secteur des activités spécialisées, scientifiques et techniques et des activités de services administratifs et de soutien est prépondérant sur la commune puisqu'il représente 21,7 % du nombre total d'établissements de la commune (5 sur les 23 entreprises implantées  à Beaucaire), contre 14,4 % au niveau départemental.

### Agriculture
La commune est dans le Ténarèze, une petite région agricole occupant le centre du département du Gers, faisant transition entre lʼAstarac “pyrénéen”, dont elle est originaire et dont elle prolonge et atténue le modelé, et la Gascogne garonnaise dont elle annonce le paysage. En 2020, l'orientation technico-économique de l'agriculture  sur la commune est la polyculture et/ou le polyélevage.
|               | 1988  | 2000  | 2010 | 2020  |
| ------------- | ----- | ----- | ---- | ----- |
| Exploitations | 32    | 23    | 17   | 19    |
| SAU (ha)      | 1 105 | 1 076 | 877  | 1 333 |

Le nombre d'exploitations agricoles en activité et ayant leur siège dans la commune est passé de 32 lors du recensement agricole de 1988  à 23 en 2000 puis à 17 en 2010 et enfin à 19 en 2020, soit une baisse de 41 % en 32 ans. Le même mouvement est observé à l'échelle du département qui a perdu pendant cette période 51 % de ses exploitations,. La surface agricole utilisée sur la commune a quant à elle augmenté, passant de 1 105 ha en 1988 à 1 333 ha en 2020. Parallèlement la surface agricole utilisée moyenne par exploitation a augmenté, passant de 35 à 70 ha.

## Culture locale et patrimoine

### Lieux et monuments
- Le château de Pardaillan[33].

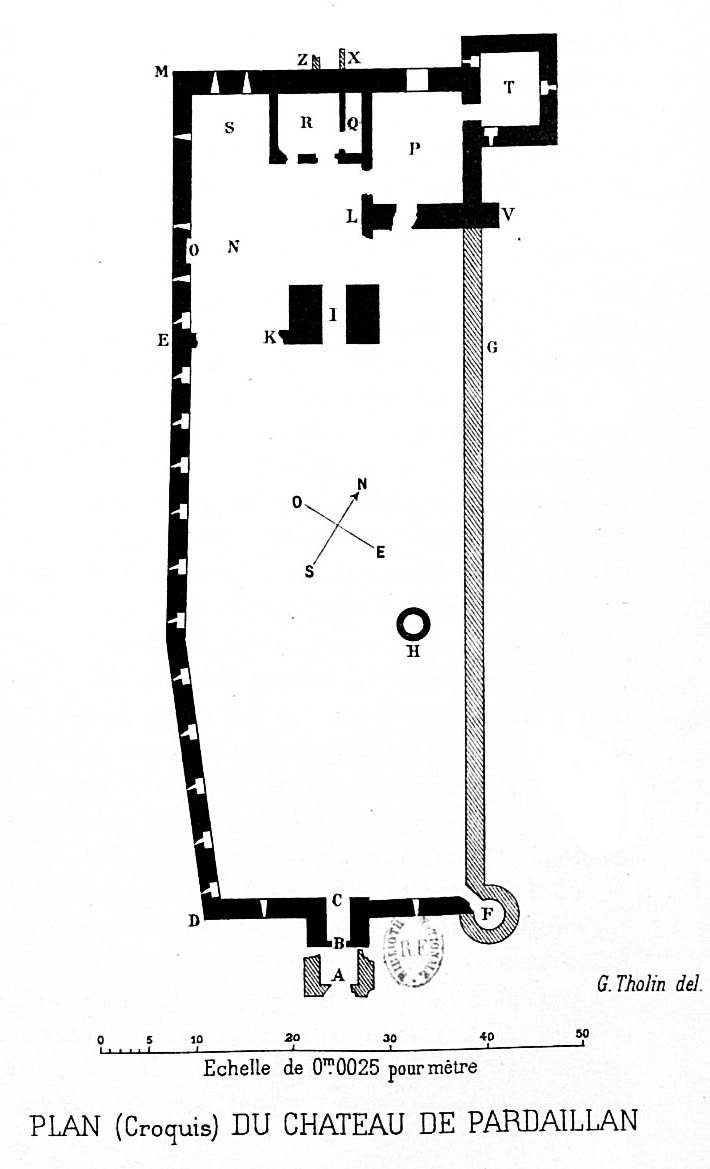
Plan du château de Pardailhan au hameau de Pardailhan au lieu-dit Matalin
relevé par Georges Tholin, avant 1898

- Église Notre-Dame-des-Pommiers de Beaucaire.
- Église Saint-Loup de Pardailhan[34],[35].
- Site de la Turraque, situé à 1,5 km au nord du village, ancienne villa gallo-romaine de l'Antiquité tardive et nécropole du haut Moyen Âge du début du VIe siècle jusqu'au Xe siècle. La motte féodale de la Turraque appelée Pardailhan-Vieux est le point de départ de la famille des Pardailhan cités à partir du XIe siècle[36].